# Ljuboŭ Čarkašyna
Ljuboŭ Čarkašyna (in bielorusso Любоў Чаркашына?; traslitterazione anglosassone Liubou Charkashyna; Brėst, 23 dicembre 1987) è un'ex ginnasta bielorussa.
È entrata a far parte della squadra nazionale di ginnastica ritmica bielorussa nel 2000 e si è ritirata dopo le Olimpiadi di Londra 2012
Si è distinta ai campionati mondiali di ginnastica di Mie nel 2009, rientrando fra le dodici migliori ginnaste del mondo. In quell'occasione si è classificata settima nell'All-around, sesta nel cerchio e alla palla e quarta al nastro.
Nel 2010 nel corso della World Cup ha vinto due medaglie d'argento (a Portimão nel nastro e a San Pietroburgo nella palla) e quattro medaglie di bronzo (nel cerchio e nel nastro sia a San Pietroburgo che a Calamata). Inoltre dal 2011 è entrata davvero a far parte delle eccellenze classificandosi spesso fra le prime cinque se non addirittura al primo posto, conquistato durante la finale di palla e clavette agli europei di Minsk.
Qui ai campionati europei vince, per la prima volta in gare così importanti, due ori, alla palla e alle clavette, sovrastando anche ginnaste del calibro di Evgenija Kanaeva.
L'11 agosto 2012, alle Olimpiadi di Londra, vince la medaglia di bronzo nel concorso individuale.
Fra le sue particolari capacità si trovano le riprese degli attrezzi, come palla e cerchio, con le gambe durante la posizione verticale

## Palmarès

### Olimpiadi
- 1 medaglia:
  - 1 bronzo (concorso individuale a Londra 2012).

### Mondiali
- 3 medaglie:
  - 2 argenti (gara a squadre a Mosca 2010; gara a squadre a Montpellier 2011).
  - 1 bronzo (palla a Montpellier 2011).

### Europei
- 4 medaglie:
  - 2 ori (palla, clavette a Minsk 2011).
  - 1 argento (gara a squadre a Minsk 2011).
  - 1 bronzo (cerchio a Minsk 2011).